# Stepski sokol
Stepski sokol  ili banatski sokol  (lat. Falco cherrug) je ugrožena vrsta sokola koji naseljava samo jugoistočnu i dijelom srednju Europu, dok se glavnina svjetskog areala nalazi u središnoj Aziji. 

## Opis
Stepski sokol je snažnije fizičke strukture od sivog sokola i gotovo je podjednako krupan kao artički sokol, ali cijeli u svijetlosmeđim tonovima perja. Na gornjoj strani tijela je smeđ, a donja je blijeda i pjegava, dok je glava svijetla.
Prosječno naraste do 50 cm i ima raspon krila između 105 i 130 cm. Od sivog sokola se razlikuje također i malo širim krilima i duljim repom, kojega drži široko raširenog tijekom jedrenja. Leti u sporim zamasima krila i za sokola slabije jedri i klizi kroz zrak. 

## Stanište, razmnožavanje, ishrana
Stepski sokol je grabežljivac stepskih ravnica s rijetkim drvećem, a naseljava i planine i polupustinjske predjele. Veoma je rijedak i ugrožen. Rasprostire se u jugoistočnoj Europi, Transbajkalu i na jugu Himalaja. Sokol je uglavnom ptica selica koja zimuje u središnjoj Africi i samo mu je na krajnjem jugu stanište konstantno. 
Gnjezdarica je istočne Slavonije, a u Podunavlju se gnijezdi 1-2 para. Postoje opažanja i u Posavini i Podravini koja upućuju na vjerojatno gniježđenje i u središnjem dijelu panonske Hrvatske. Zapravo se panonska Hrvatska nalazi na jugozapadnom rubu areala stepskog sokola. Ukupna hrvatska populacija je procijenjena na 5 do 10 parova, te je uvršten na Crveni popis ptica Hrvatske kao kritično ugrožena vrsta. Zaštićen je Zakonom o zaštiti prirode RH, a međunarodno je zaštićen Bonskom konvencijom (dodatak II.), Bernskom konvencijom (dodatak II.) i Washingtonskom konvencijom (CITES II.). Istraživanjima 2009. godine u Hrvatskoj je zabilježeno samo 2 para na gniježđenju, jedan par u Vukovarsko-srijemskoj, a drugi u Osječko-baranjskoj županiji, na području općine Antunovac.
Gnijezdi se u gnijezdima gavranova, vrana, pa čak i orlova, bilo da su napuštena ili on sam otjera vlasnika. Često gnijezdi u kolonijama čaplji. Gnijezdi se na tlu ili u šumi u travnju i svibnju gdje ženke liježu od 3 do 6 jaja na kojima sjede obje ptice 28-30 dana. Mladi sokolovi napuštaju gnijezdo s 40-45 dana starosti, a nakon sljedećih 30-45 dana postaju neovisni i napuštaju teritorij.
Pored ptica lovi i sisavce, osobito tekunice i zečeve. Plijen napada vodoravnim obrušavanjem u letu.

## Vanjske poveznice
- Stepski sokol u Hrvatskoj
- BirdLife International Species Factsheet  Arhivirana inačica izvorne stranice od 23. studenoga 2008. (Wayback Machine)
- Southeast Europe Saker falcon Network  Arhivirana inačica izvorne stranice od 27. veljače 2021. (Wayback Machine) (engl.)

|  | Zajednički poslužitelj ima još gradiva o temi Stepski sokol |
|  | Wikivrste imaju podatke o taksonu Falco cherrug             |